# Alexander Kevitz
Alexander Kevitz (1er septembre 1902 - 24 octobre 1981) était un maître d'échecs américain. Kevitz a également joué aux échecs par correspondance et était un analyste et théoricien créatif des échecs. Il était pharmacien de profession. 